# 愛情合約〜Love Contract〜
『愛情合約〜Love Contract〜』は台湾テレビ局TVBS-Gによって製作されたテレビドラマである。放送は2004年6月29日〜7月26日。主演は林依晨、賀軍翔、張睿家ほか。日本では2007年にKBS京都にて放送。

## 人物紹介
| キャスト | 役名           | 備考                                                   |
| 林依晨   | 成曉風（小風） | ケンの彼女、剣道部部長                                 |
| 賀軍翔   | 劉建東（ケン） | 曉風の彼氏、競泳部部長                                 |
| 張睿家   | 林凱（阿凱）   | 曉風の同級生、心蕾の彼氏、剣道部部員                   |
| 鐘欣愉   | 李心蕾         | 阿凱の彼女、剣道部部員                                 |
| 賴智煒   | 張元寶（小白） | 曉風の同級生、心蕾のことを密かに想っている、剣道部部員 |
| 林逸宏   | 林松柏（木頭） | 曉風の同級生、曉風のことを密かに想っている、剣道部部員 |
| 郭妃麗   | 成曉雲         | 曉風の姉、メイクアップアーティスト                     |
| 徐華鳳   | Doris          | Pub 経営者                                             |
| 易哲理   | 服部美理       | ケンの母親、日本人                                     |
| 北村豊晴 | 服部幹久       | ケンの叔父、日本人、Doris、曉雲のことが好き            |
| 張嘉年   | 成正杰         | 曉風の父親                                             |
| 程秀瑛   | 李芳華         | 曉風の母親、ネットカフェ経営している                   |
| 金剛     | 金剛           | Pubのシェフ、Dorisのことが好き                         |
| 劉漢強   | Simon          | 曉雲の元彼                                             |
| 楊佩婷   | 李以軒（小小） | 小白のことを密かに想っている                           |
| 邱隆杰   | Tom            | Dorisの忘れられない彼氏                                |

## オリジナルサウンドトラック
1. 孤單北半球（林依晨）
2. 中間（梁靜茹）
3. Shinning（丸子）
4. 失去（張震嶽）
5. 關於我們之間的事（張震嶽）
6. 最想環遊的世界（梁靜茹）
7. 一個人的旅行（趙之璧）
8. 孤單北半球（Piano Version）（林依晨）
9. 雨天的尾巴（滬尾小情歌）（陳綺貞）
10. 那天（楊乃文）
11. 愛到夏天（錦繡二重唱）
12. 中間（Piano Version）
13. 中間（溫馨版）
14. 孤單北半球（溫馨版）
15. 孤單北半球（淡淡哀愁版）